# Heinz Merz

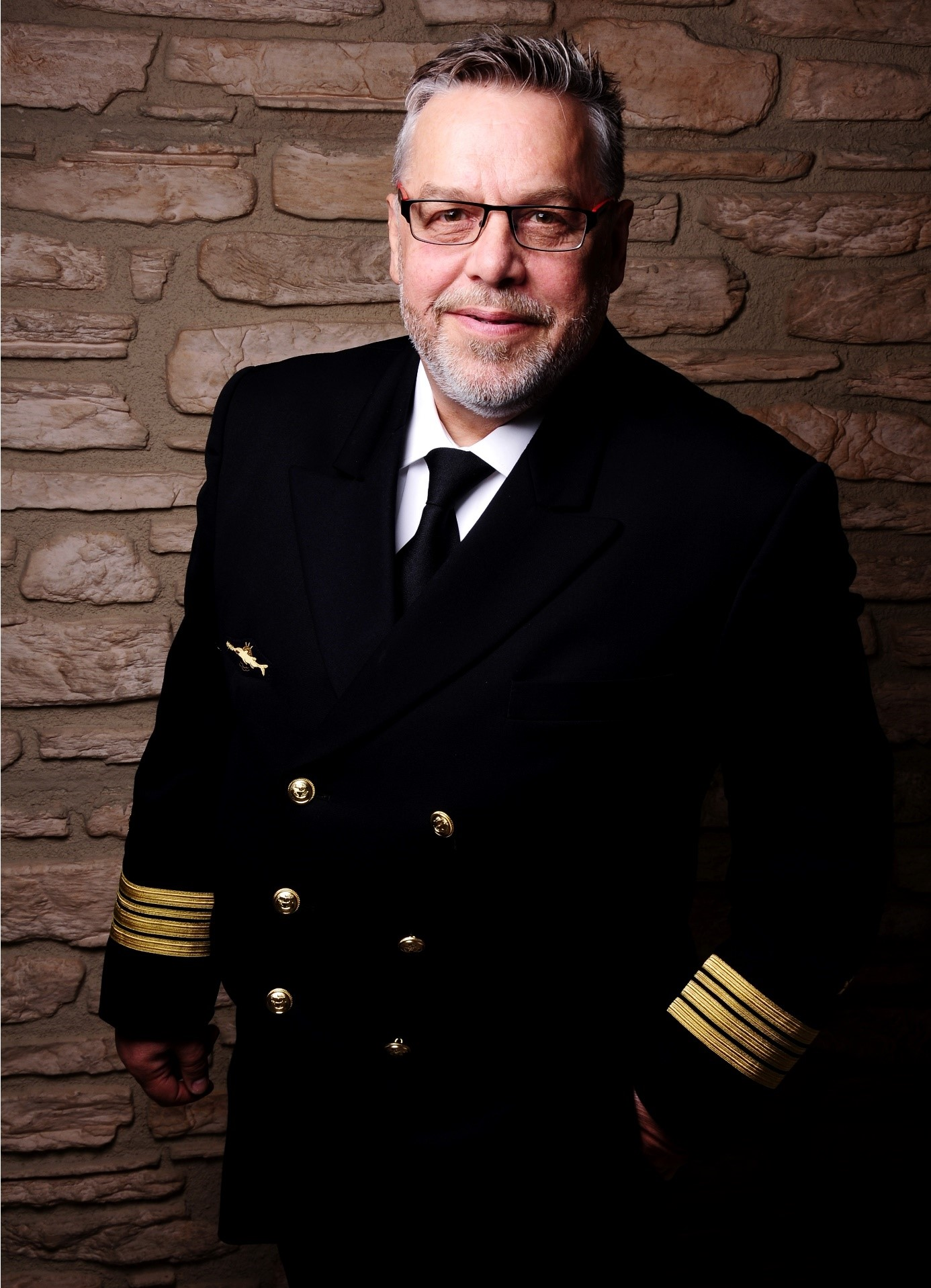
Heinz Merz

Heinz Merz (* 31. Mai 1958 in Bad Ems) ist ein deutscher ehemaliger Marineoffizier und maritimer Fachbuchautor vornehmlich in den Bereichen Schifffahrt, Logistik und Betriebswirtschaft.

## Leben

### Militärische Laufbahn
Merz trat 1977 mit Einberufung über die Marineversorgungsschule (MVS) in List auf Sylt in die Bundesmarine ein. Während seiner Offizierausbildung – er gehört zur Crew VII/78 – schloss er den Minentaucherlehrgang II/80 ab. Bis 1986 diente er als Wachoffizier auf Minenjagd- und Hohlstab-Fernlenk-Booten, wie beispielsweise Weilheim und Paderborn (Lindau-Klasse) und den Hochseeschleppern Helgoland, der Langeoog oder Sperrwaffenversuchsbooten des Bundesamtes für Seeschifffahrt und Hydrographie sowie den beiden Minentaucherbooten Stier und Hansa. Im Rahmen seiner militärischen Karriere nahm Merz an zahlreichen Übungen und internationalen Manövern teil, darunter die Operation Südflanke im Jahr 1991 auf dem Minensuchboot Paderborn. 1995/1996 und 2001 nahm er an Lehrgängen der Führungsakademie der Bundeswehr in Hamburg und 1998 an einem Personal Exchange Programm in den USA in Washington, D.C. und Corpus Christi (Texas) beim Mine Squadron 1 teil. 1999 wurde Merz der Rang des Korvettenkapitäns der Reserve und 2001 der Rang des Fregattenkapitäns der Reserve verliehen.

### Zivile Karriere
Nach seiner aktiven Dienstzeit war Merz von 1986 bis 1988 bei der Bruker Meerestechnik GmbH in Rheinstetten tätig, die U-Boote für Forschungszwecke, insbesondere die Mermaid, entwickelte. Aufgrund der politischen Situation im Iran-Irak-Krieg wurde der Verkauf dieser U-Boote jedoch verhindert, was Merz dazu veranlasste, Betriebswirtschaftslehre an der Universität Mannheim sowie an der Universität Trier zu studieren. Überdies befasste er sich im Wahlfach mit Differentieller Psychologie.
Von 2000 bis 2005 arbeitete er als Referent in der Stabsabteilung Personal im Bundesverteidigungsministerium in Bonn auf der Hardthöhe. Seine letzte Tätigkeit auf See verrichtete er als Schiffssicherheitsoffizier auf dem PanaMax-Container Maersk Durban während eines Einsatzes in Ostasien.

### Beratertätigkeit und Veröffentlichungen
Von 2012 bis 2022 war Merz beratend für die luxemburgische Maritime Constructions Service tätig, die den Pipelineleger Fortuna betrieb. Zudem war er ab 2009 in verschiedenen Projekten für Partikuliere der Reederei Jaegers, eine der größten Tankschiff-Reedereien in der europäischen Binnenschifffahrt, aktiv.
In seiner Funktion als Dirigeant d’Entreprise Maritime (maritimer Manager), die er seit 2003 in Luxemburg innehat, veröffentlichte Merz zahlreiche Fachartikel, die sich mit der maritimen Industrie in Luxemburg befassen. Er entwickelte hierbei eine Theorie über die „Hidden Champions“ in Deutschland, die den Erfolg weniger bekannter Unternehmen im nationalen Wirtschaftsgeschehen beleuchtet. Für seine Dissertation zum Thema Hidden Champions in der Logistik wurde er 2024 von der Stiftung zur Förderung der Schifffahrt und Marinegeschichte mit der Diedrich-Redell-Medaille ausgezeichnet.

### Persönliches Leben
Heinz Merz lebt seit 1996 in Luxemburg und ist im Kontext der sich dort seit den 1990er Jahren entwickelnden Schifffahrtsbranche in verschiedenen wirtschaftlichen und maritimen Bereichen aktiv. Seine umfangreiche Erfahrung als Berater sowohl in militärischen als auch in zivilen Angelegenheiten hat ihn zu einem anerkannten Experten in der Schifffahrtsindustrie gemacht. 2006 gründete Merz das maritime Dienstleistungsunternehmen MERZ Schiffsmanagement Gesellschaft S.A. in Luxemburg.

## Veröffentlichungen
- Binnenschiffer in Luxemburg – Was man in der Transportindustrie auf dem Weg zum globalen Logistikwettbewerb wissen muss. LIT-Verlag, Münster 2024, ISBN 978-3-643-15485-9
- Die Arktis – Der ökonomische Griff nach dem achten Weltmeer. LIT Verlag, Münster 2024, ISBN 978-3-643-15394-4
- Schifffahrt in Luxembourg. LIT Verlag, Münster 2023, ISBN 978-3-643-15287-9
- Hidden Champions in der Logistik – Eine Analyse der Standorte der Hidden Champions aufgrund des Güter- und Warenverkehrs auf dem Rhein. LIT Verlag, Münster 2023. ISBN 978-3-643-15286-2
- Hidden Champions in der Logistik. Nomos Verlag, Baden-Baden 2023, ISBN 978-3-9854205-0-6
- Berater und Mittler bei Unternehmensverkäufen und Fusionen. Hampp Verlag, München 1994, ISBN 978-3-87988-089-8